# 후지와라노 다다자네
후지와라노 다다자네(일본어: 藤原忠実)는 헤이안 시대 후기의 공경이다. 후지와라노 모로미치(藤原師通)의 장남.
| 전임 후지와라노 모로미치 | 후지와라 씨장자 1098년 ~ 1121년 | 후임 후지와라노 다다미치 |

| 전임 공백(후지와라노 모로미치) | 제11대 섭정 (인신섭정, 헤이안 시대) 1107년 ~ 1113년 | 후임 공백(후지와라노 다다미치) |

| 전임 공백(후지와라노 모로미치) | 제15,16대 관백 (헤이안 시대, 역임) 1106년 ~ 1107년, 1114년 ~ 1121년 | 후임 고노에 모토자네 |

| 전임 공백(후지와라노 모로미치) | 제16대 태정대신 (인신태정대신, 헤이안 시대, 역임) 1113년 | 후임 공백(미나모토노 마사자네) |